# Троицкое предместье
Тро́ицкое предме́стье (бел. Траецкае прадмесце; Троицкая гора) — исторический район города Минска, расположенный в северо-восточной части исторического центра на левом берегу реки Свислочь. Некогда являлся торгово-административным центром столицы Республики Беларусь.
На западе от Троицкой горы находится Минское Замчище, на северо-западе — Татарские огороды (бел.) и Старостинская слобода (бел.), на севере — Сторожёвка (бел.), на востоке — Золотая горка (бел.), на юге — центральные районы Высокий и Низкий (бел.) рынки.
На территории предместья был расположен первый католический храм Минска. Здесь также находились не сохранившиеся до наших дней Свято-Вознесенский монастырь с одноимённой церковью, Свято-Борисоглебская церковь, женский базилианский монастырь Святой Троицы (сохранился частично) и костёл и монастырь католического монашеского ордена мариавиток. Ныне предместье является одним из самых любимых мест отдыха минчан и гостей столицы.

## Этимология названия
Существует несколько гипотез относительно происхождения топонима «Троицкая гора». Согласно наиболее вероятной, топоним происходит от названия древнейшего католического костёла Минска, основанного великим князем литовским и королём польским Ягайло. По другой версии, топоним возник от названия оборонительного редута Святой Троицы, который находился около Борисовской заставы. Также существует мнение, что название пошло от православной церкви Святой Троицы или Свято-Троицкого женского монастыря.

## История
Левобережье Свислочи издавна имело большое торговое значение, здесь соединялись дороги с Вильны (в XII—XIII веках с Заславля), Логойска и Полоцка, Борисова и Смоленска, Друцка, Могилёва (в XII—XIII веках, возможно, со Свислочи—Рогачёва). Археологические раскопки, проведённые в 1976 году Георгием Штыховым и Валентином Соболем, подтвердили существование культурного слоя в этом месте уже в конце XII века.
Довольно широкое употребление понятия «Старое место» в отношении района Троицкой горы в письменных источниках рубежа XVI—XVII веков свидетельствует о наличии здесь общегородского центра в XIV—XV веках. Тем не менее после получения Минском Магдебургского права в 1499 году и строительства ратуши в Высоком городе Троицкое предместье постепенно лишилось статуса центра.
В XVII—XVIII веках район Троицкой горы имел периферийное значение в строительной и социальной структуре города. Основой плановой структуры района было продолжение главной улицы правобережья Свислочи — Немиги (в XVI веке «Немезской»), которая начиналась от переправы через реку и называлась Большая Борисовская (по Р. Боровому, Троицкая или улица Троицкой горы). Она возникла на старом Борисовском тракте (отрезок от Свислочи до 2-й клинической больницы). Продолжением Большой Борисовской была улица Троицкая (в XIX веке переименованная в Александровскую, сейчас улица Максима Богдановича). Эти улицы начинались на стрелке мыса и проходили почти по центральной оси широкого холма, окружённого с трёх сторон излучиной Свислочи. В этих условиях естественным, исключительно стихийным планировочным решением было расселение жителей как вдоль этой дороги-улицы, так и перпендикулярно к ней, на южном и северном склонах горы, по направлению к берегу реки. Так возник ряд почти параллельных улочек, отходящих от главной. На северном склоне горы таких улочек было не менее восьми-девяти, на южном, где между центральной улицей и берегом реки располагалась обширная болотистая пойма, — пять. На планирование южной части Троицкой горы, возможно, повлияло и то обстоятельство, что именно в этом районе очень рано возник ряд монастырей и церквей, которые занимали значительные участки земли, что могло также препятствовать образованию множества маленьких улочек. По всей видимости, «Виленской» называлась самая восточная из вышеупомянутых восьми или девяти улочек на северном склоне горы, так как именно она служила началом дороги на Зацень-Семков Городок и далее на Вильну.

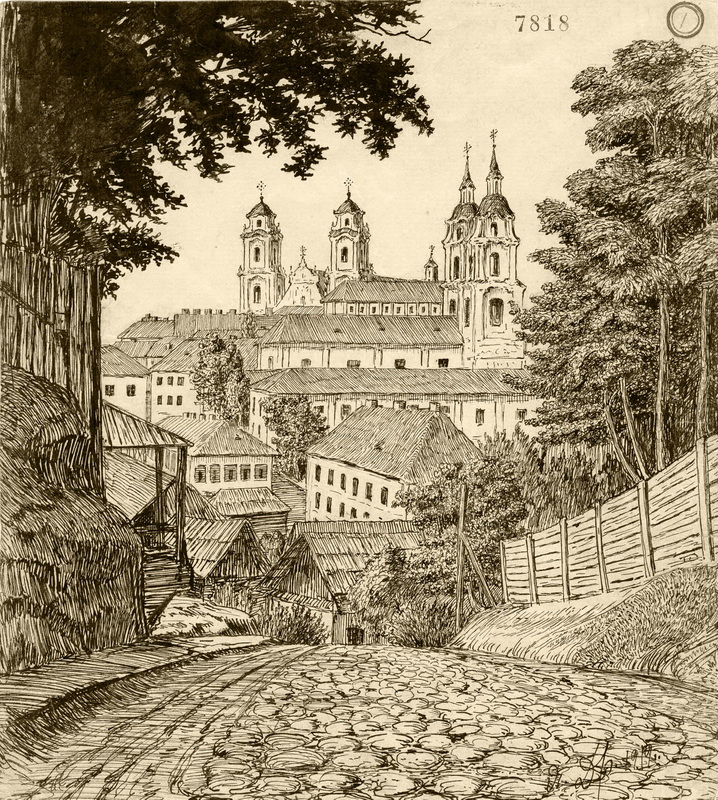
Вид Высокого Города с Троицкой горы, рисунок Язепа Дроздовича, 1930-е

Улица Могилёвская, вероятно, соответствовала современной улице Куйбышева — её продолжение связывало Троицкую гору с Комаровкой (район современной улицы Янки Купалы). Комаровка ещё в первой половине XIX века представляла собой деревню, находящуюся вне пределов города. От неё начинались Логойский и Борисовский тракты. Могилёвская дорога 1557 года начиналась, видимо, с этой же улицы непосредственно за границей города, круто сворачивая вдоль берегов Свислочи в районе нынешней площади Победы, далее выходя на предместье Долгий Брод и Слепянку, где от этой дороги отделялась «дорога Друцкая».
Из других улиц на Троицкой горе в документах XVI—XVIII веков упоминаются: Плебанская улица и «улица к Плебанских мельниц» (возможно, одна и та же улица) — в районе сквера около Оперного театра; улица Старостинская Слобода — начальный отрезок ликвидированной в 1980-е годы Старослободской улицы. Там же, между Старостинской Слободой и Замковым мостом, по северному склону Троицкой горы, вдоль берега Свислочи проходила одна из самых старых улиц этого района — современная Старовиленская (в документах XVII—XVIII веков называлась «улица у реки до Слободы»).

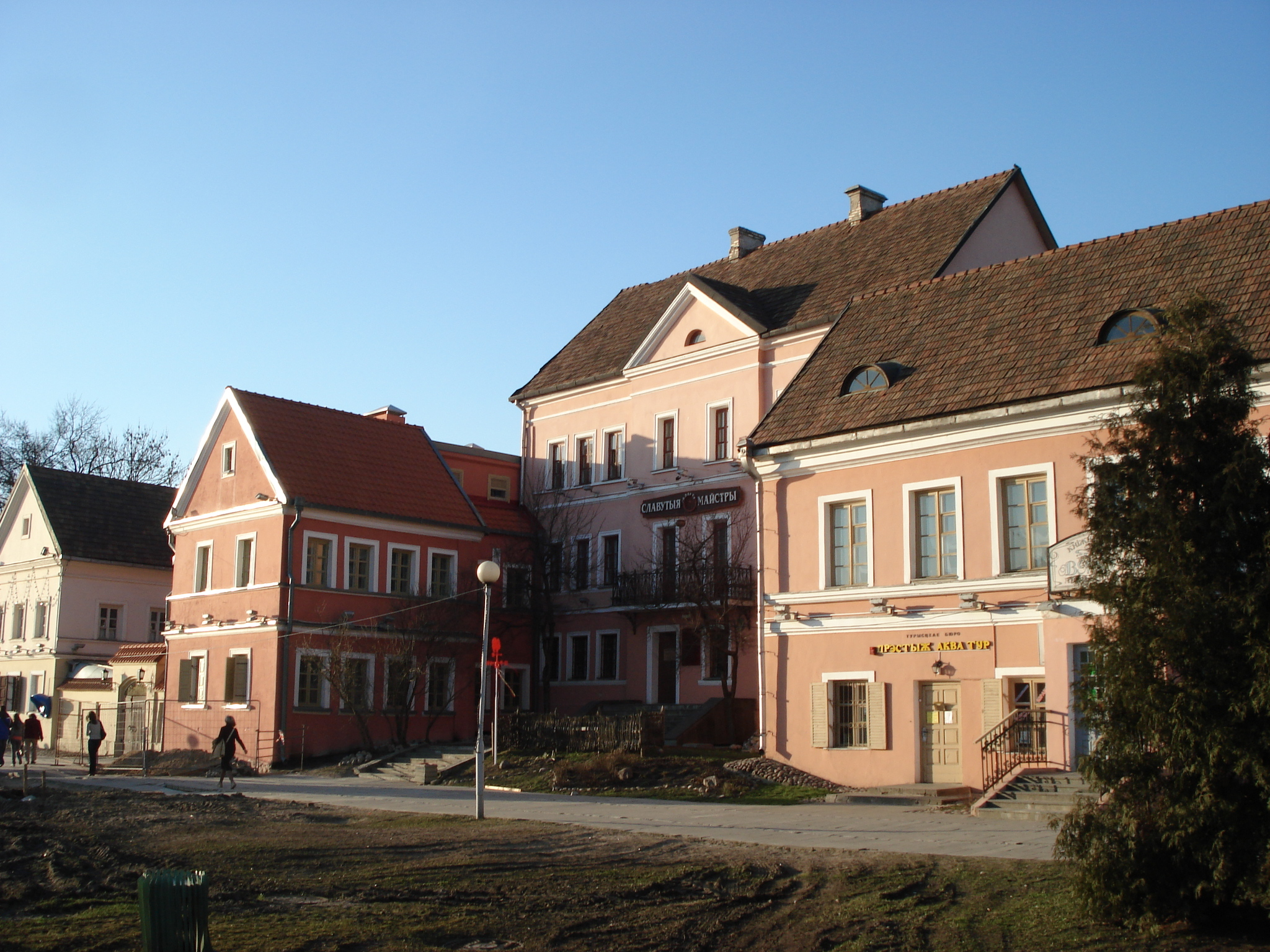
Старинные здания в предместье, некоторые из них имеют фундаменты XVII столетия

Предместье было связано с районом замка мостом и плотиной, со второй половины XVI века — двумя мостами. В XV—XVII веках по периметру Минска (в том числе и в Троицком предместье) были построены укрепления с земляными валами и рвами. С конца XVI века фиксируются первые упоминания о Троицком рынке — крупнейшей торговой площадке города.
Древняя планировка предместья сохранялась без изменений до начала XIX века, когда во время большого пожара 1809 года выгорела практически вся застройка Троицкой горы, особенно в её центральной и северной частях. В последующие годы был разработан план восстановления застройки Троицкого предместья. К этому времени относится принципиально новое проектное решение планирования всей левобережной части Минска, которое в общих чертах сохранилось до наших дней. В его основу были положены пять длинных улиц, веером расходившихся от стрелки мыса (то есть от моста), и пять пересекавших их поперечных улиц. Эта сетка из десяти улиц образовывала около 20 прямоугольных и трапециевидных кварталов с большой прямоугольной площадью в центре. С пожаром и последующими градостроительными работами связано первое и наибольшее срывание мысовой части Троицкой горы. До начала XIX века сам мыс был значительно выше, а его склоны, обращённые к Свислочи, — куда более крутыми, чем в настоящее время.
Согласно белорусскому путешественнику и краеведу Павлу Шпилевскому в середине XIX века минчане относили Троицкое предместье вместе с Низким рынком, Раковским предместьем и Пятницким (Татарским) концом к минскому «Старому месту». В конце XIX — начале XX веков Троицкая гора входила в третью полицейскую часть города. Район выделялся пёстрым сословным составом населения (крестьяне, рабочие, торговцы, чиновники низших рангов, мелкие помещики) и довольно контрастным внешним видом.
Основной улицей предместья была Александровская (ныне Максима Богдановича), названная в честь российского императора Александра I. Параллельно ей шла сохранившаяся и поныне Старовиленская улица. Эти улицы соединялись несколькими переулками. Первый из них — Александровская набережная (ныне улица Коммунальная набережная). Здесь находились знаменитые минские бани, которые стояли на самом берегу Свислочи. Второй — Троицко-Полицейский переулок (начало современной улицы Сторожёвской возле Троицкого предместья). Третий — Первый семинарский переулок (Коммунальный), а четвёртый — Второй семинарский, или Митрополичий, переулок, который проходил за мужской духовной семинарией (Суворовское училище).

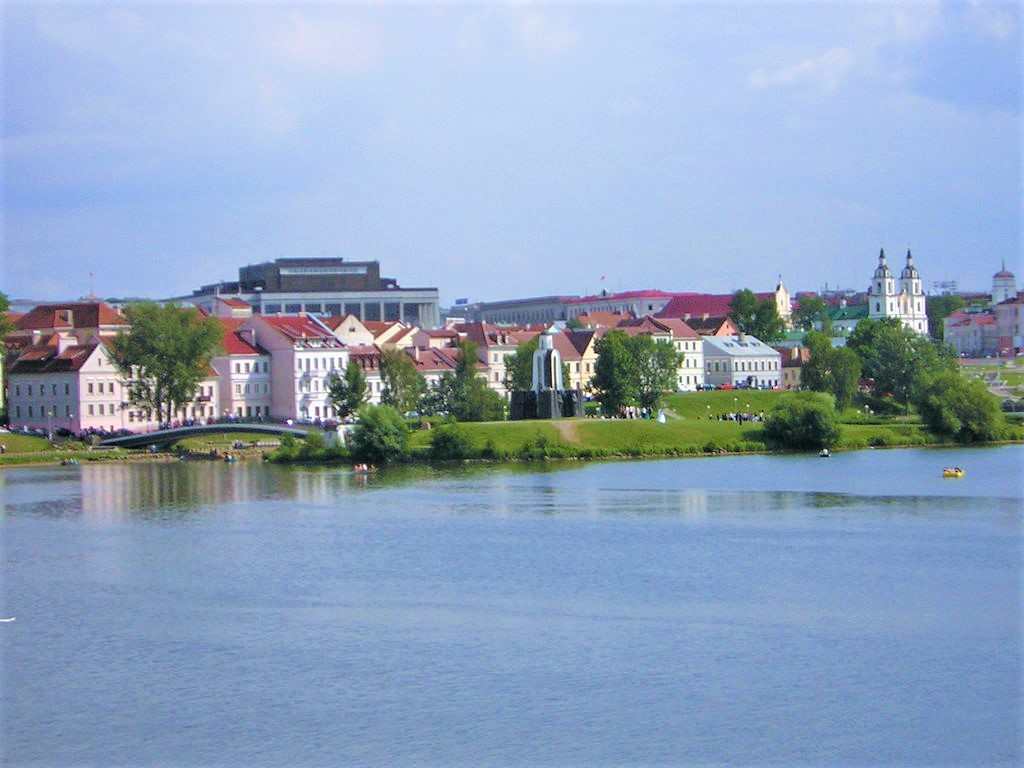
Общий вид Троицкого предместья. На заднем плане виднеется монолит Дворца Республики

Лавская набережная тянулась от Хлусова (ныне Богдановича) до Полицейского моста (ныне Купалы). Улица Георгиевская (сохранилась её часть — улица Чичерина) шла от Свислочи через Троицкий рынок (ныне площадь Парижской коммуны) в сторону Комаровки. Параллельно Георгиевской шла улица Плебанская или Плебанских мельниц (ныне Куйбышева), название которой происходит от находившихся неподалёку водяных мельниц Троицкой златогорской плебании. В 1866 году она переименована в Широкую. Белоцерковная улица (ныне не существует; пролегала от Театра оперы и балета до площади Победы) совпадала со старыми дорогами на Могилёв и Борисов. Название её происходит от «Белой церкви», как называли горожане церковь возле женского духовного училища (ныне штаб Министерства обороны Республики Беларусь).
На 1930—1960-е годы приходится уничтожение некоторых объектов на территории предместья. К ним относятся: католическое кладбище XVI—XVIII веков (ныне сквер перед оперным театром); территория Вознесенского монастыря XIII (?) — XVI веков («Штаб Округа») и другие. Часть улиц, сохранившихся после перепланировки начала XIX века на окраинах Троицкого предместья, была уничтожена уже позже — в 1980-е годы. К ним относится, например, старинная улица, проходившая вдоль Свислочи, — она начиналась около современного здания Суворовского училища, а заканчивалась возле современной гостиницы «Беларусь». В это же время была проведена реставрация западной части предместья, представлявшая собой первое в Республике Беларусь комплексное восстановление исторической застройки. Впрочем, реставраторам не удалось избежать некоторых негативных моментов. К примеру, была уничтожена часть застройки XVII века вдоль Коммунальной набережной.

### Хронология событий
- X—XI века: на горе, посреди леса, основан Свято-Вознесенский[7] монастырь с деревянной Свято-Вознесенской церковью[9].
- XII—XIII века: на левом берегу Свислочи построена церковь святых Бориса и Глеба и проложена Борисоглебская улица[18].

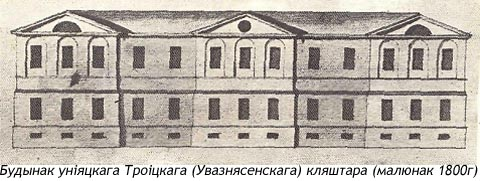
Троицкий монастырь базилианок на рисунке 1800 года

- 1390: согласно преданию, на Троицкой горе возвели деревянный костел Пресвятой Троицы (Минская Фара)[6].
- 1505: город был выжжен дотла крымскими татарами, в том числе был уничтожен и первый минский католический храм[6].
- 1508: Троицкий костёл заново отстроили из дерева. При нём действовал госпиталь, где одноимённое с костёлом братство ухаживало за немощными[6].
- 1620: на месте деревянной Свято-Вознесенской церкви бурмистр Андрей Масленко воздвиг каменную[7].
- 1630: Марина Бежевич основала в предместье Троицкий монастырь базилианок при известной с XV века деревянной церкви[19].

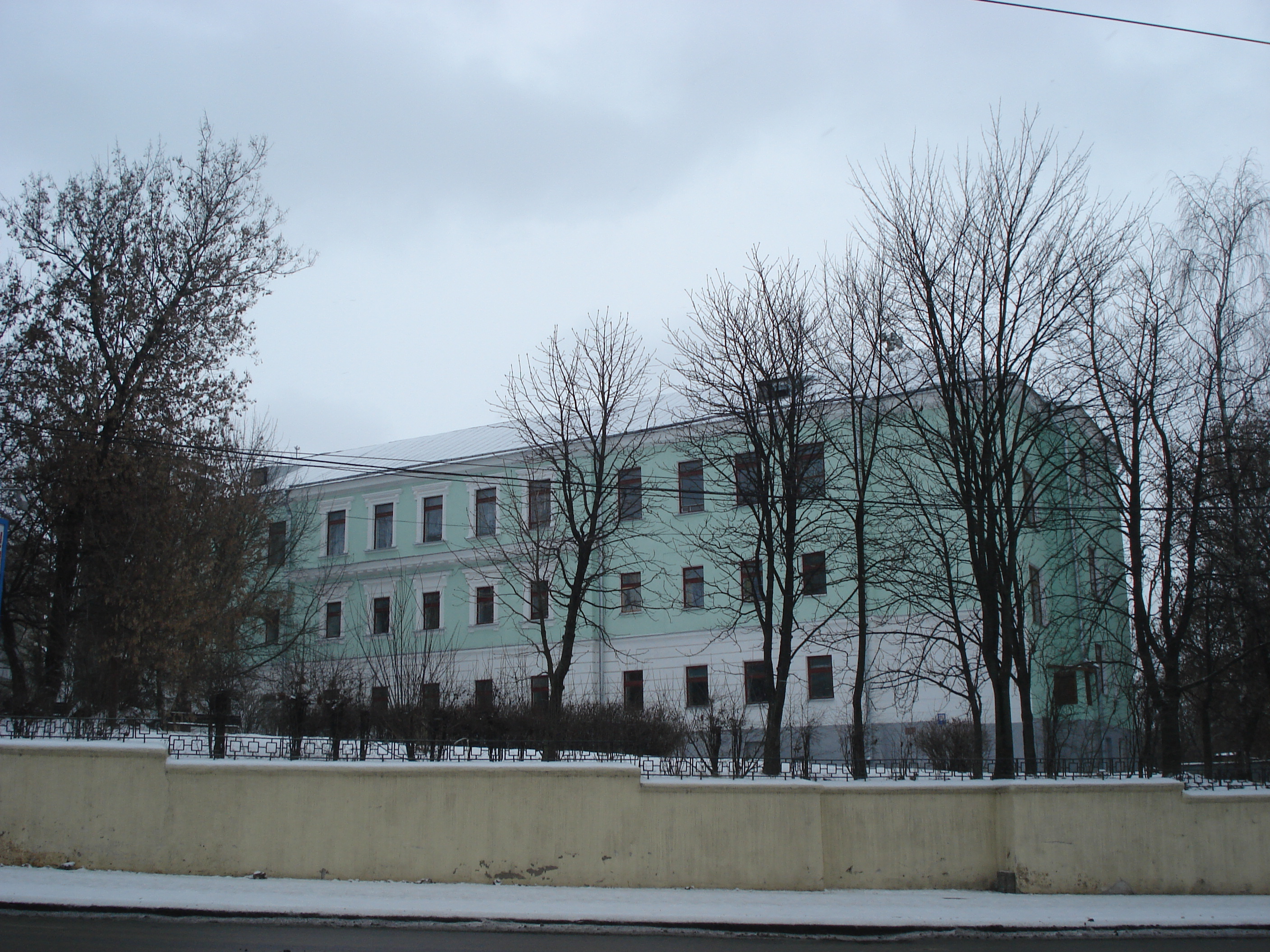
Троицкий монастырь. Современный вид

- 1709: при костёле Святой Троицы епископ Бжостовский основал братство Счастливой смерти[20].
- 1716 (1720): усилиями минского священника Карла Петра Панцержанского был возведён новый деревянный костёл Святой Троицы. Храм стоял на каменном фундаменте[21].

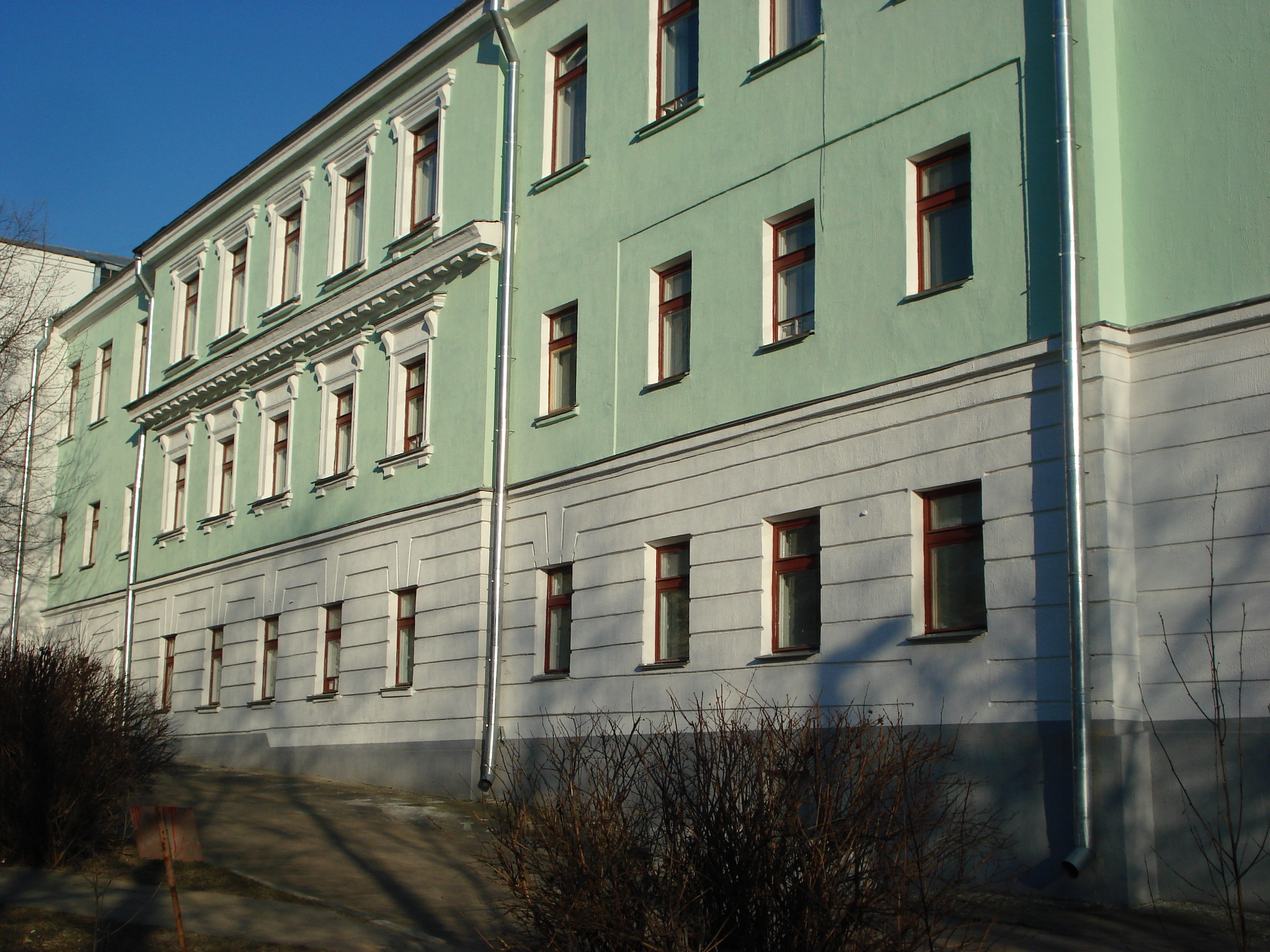
Троицкий монастырь, фасад здания

- 1771: неподалёку от Троицкого монастыря базилианок по инициативе и на средства Кунегунды Рущиц был основан монастырь католического монашеского ордена мариавиток («дом мариавиток»)[15]. При нём начала работать школа, в которой послушниц обучали языкам, ведению домашнего хозяйства и арифметике[7].
- 1799—1800: по проекту губернского архитектора Фёдора Крамера были возведены каменные постройки Троицкого базилианского монастыря.
- 14 августа 1809: пожар уничтожил значительную часть застройки предместья, в том числе и деревянный Фарный костёл[6].
- 1811: по проекту архитектора Михаила Чаховского был построен каменный комплекс женского монастыря мариавиток, в котором разместился госпиталь для сирот, престарелых и нищих. Доминантой архитектурного ансамбля являлся огромный костёл в стиле ампир, по сторонам к которому прилегали монастырские корпуса[22].
- 1814: губернский архитектор Михаил Чеховский разработал проект нового каменного костёла Святой Троицы, ориентированного главным фасадом на улицу Троицкую, но на постройку храма не хватило средств. Известно, что на углу Александровской и Троицкой было возведено одноэтажное каменное здание плебании с большим склепом и две небольшие лавки, а также деревянные хозяйственные постройки[21].
- 1834: по проекту губернского архитектора Казимира Хрищановича постройки бывшего Троицкого монастыря базилианок реконструировали под госпиталь городской больницы[19].
- 1840: комплекс костёла и монастыря мариавиток[15] перестроили под Минскую духовную семинарию[23].
- 1850: российскими властями была приостановлена деятельность монастыря мариавиток[24].

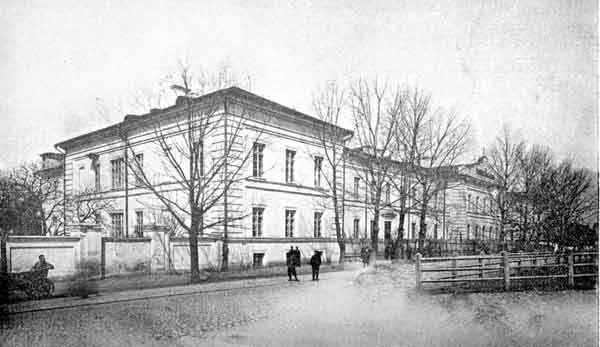
Духовная семинария, дореволюционная открытка

- 1858: в здании на Плебанской улице открылась первое в городе фотоателье (светописный кабинет), принадлежавшей Жозефине Адамович[25].
- 1 октября 1867: открылось женское духовное училище, построенное на месте Вознесенского монастыря. В 1870 году из остатков древних стен была восстановлена Свято-Вознесенская церковь, которую горожане назвали «Белой церковью»[26].
- 1870: в районе Троицкой горы появился первый в Минске почтовый ящик[27].
- 19 декабря 1891: в одном из зданий предместья родился белорусский поэт Максим Богданович.

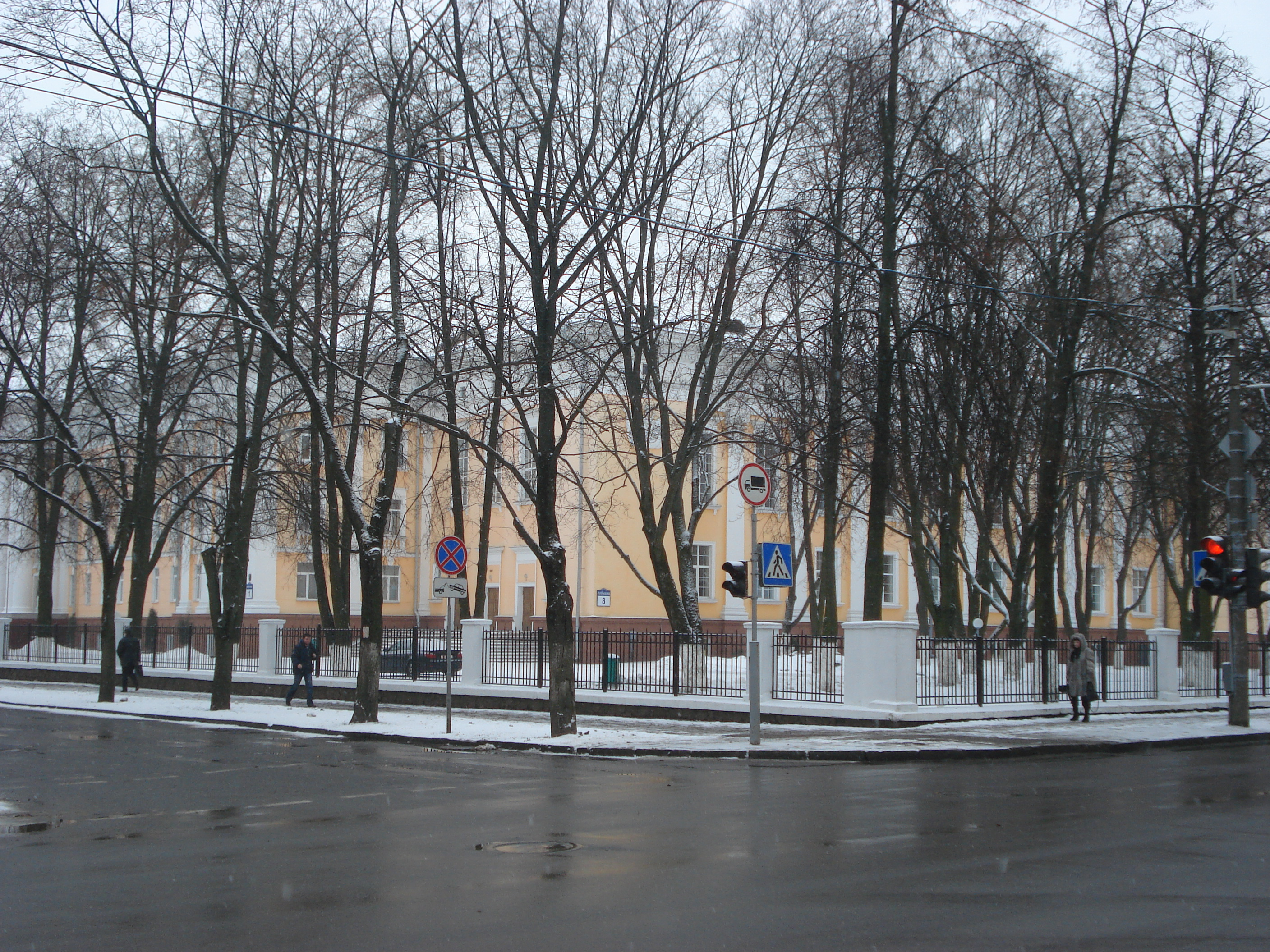
Министерство обороны Республики Беларусь

- 1893: по Александровской улице проложили конку — от Свислочи до пивоварни[28].
- 1909: городской голова Стефанович, несмотря на протесты православных священнослужителей, издал приказ убрать все засовы на плотине Плебанских мельниц, принадлежавших Архиерейскому дому, — и таким образом спас Минск от наводнения. Тем не менее архиепископ Михаил за нарушение прав собственности привлёк весь состав городской управы к судебной ответственности. Стефанович лишился должности[29].
- 1919: большевики переименовали Троицкую площадь в Площадь Парижской коммуны.
- 1921: в зданиях бывшей Духовной семинарии расположились Минские пехотные курсы, которые в 1924 году трансформировались в Объединённую белорусскую школу — среднее военное учебное заведение с белорусским языком обучения[30].
- 1925: с целью решения жилищной проблемы в районе Троицкой площади началось возведение типовых двух-, трёх-, и четырёхквартирных деревянных домов[31].
- 1935: в связи со строительством театра минские власти закрыли Троицкий рынок.
- 1936: по проекту архитекторов Денисова и Вараксина в предместье был построен жилой Третий Дом советов (современный адрес улица Максима Богдановича, 23)[32].
- 1938: закончилось строительство Театра оперы и балета.
- 24 июня 1941: во время немецкой бомбардировки города в III Доме Советов начался пожар, в результате которого погибло более 100 женщин и детей, укрывавшихся в подвале здания от бомбёжки[33].
- 1946: на месте «Белой церкви» и женского духовного училища построено здание Министерства обороны[34] (по другим сведениям, здание возведено на базе бывшего духовного училища[35]).
- 1948—1950: на углу улиц Янки Купалы и Куйбышева, на месте разрушенных во время войны строений, минские власти заложили парк Пионеров[25].
- 1949: в здании Театра оперы и балета открылся Белорусский театрально-художественный институт[25].
- 1950: вокруг Оперного театра был разбит парк.
- 1953: на базе здания Духовной семинарии построено Минское суворовское военное училище (к старому зданию пристроили два этажа)[34].
- 1959: в парке Пионеров на пересечении улиц Янки Купалы и Куйбышева состоялось открытие памятника партизану Марату Казею (скульптор С. Селиханов).
- 1964: на улице Янки Купалы, около старого Лавского моста, посадили каштановую «Аллею дружбы народов».
- 1969: на юго-востоке от бывшего Троицкого монастыря построено здание ВДНХ БССР (архитектор С. Батковский), теперь это — Национальный выставочный центр «БелЭкспо».
- 1976: на здании № 1 по улице Алоизы Пашкевич помещена мемориальная доска в честь писательницы[36].
- 1979: институтами "Белжилпроект" и "Минскпроект" принята комплексная программа реконструкции Троицкого предместья с приданием ему исторического облика, создания в нём музеев, корчмы, книжной лавки.
- 9 декабря 1981: перед Оперным театром состоялось открытие памятника классику белорусской литературы Максиму Богдановичу (скульптор Сергей Вакар).
- 1980—1985: минские власти провели реставрацию западной части Троицкого предместья (архитекторы Л. Левин, Ю. Градов, С. Багласав).
- 6 ноября 1987: открылся Государственный музей белорусской литературы.
- 1988: на острове в западной части предместья поставили валун с изображением иконы Божией Матери — как краеугольный камень будущего мемориала «Остров слёз».
- 8 декабря 1991: торжественное открытие литературного музея Максима Богдановича.
- 6 августа 1993: в отреставрированной части предместья открыт памятник белорусскому художнику Язэпу Дроздовичу (скульптор И. Голубев).

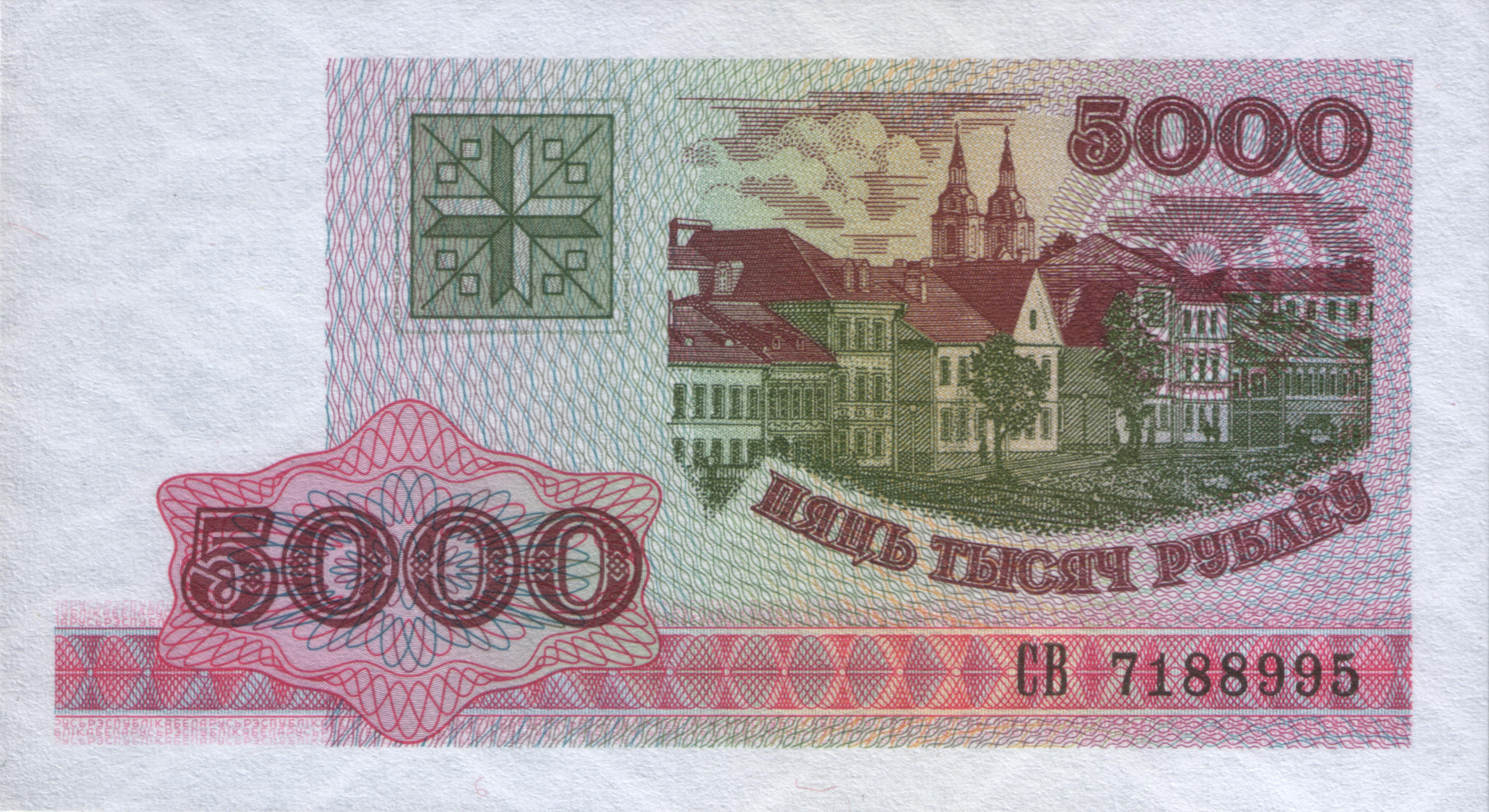
Банкнота с изображением предместья

- 1993: Национальный банк Республики Беларусь ввёл в обращение купюру номиналом 5 000 белорусских рублей с изображением Троицкого предместья (деноминирована в 2001 году до номинала в 5 белорусских рублей, выведена из обращения 1 июля 2005)[37].
- 3 августа 1996: на «Острове слёз» установлен памятник «Сынам Отчизны, погибшим за её пределами» (в оригинале на белорусском языке: «Сынам Айчыны, якія загінулі за яе межамі») (скульптор Ю. Павлов).
- 16 февраля 2001: в предместье открылась галерея «Знаменитые мастера» (бел. «Славутыя майстры»).
- 8 мая 2006: в Суворовском военном училище митрополит минский и слуцкий Филарет освятил храм в честь святого апостола и евангелиста Иоанна Богослова[38].
- 11 апреля 2008: с площадки перед оперным театром был демонтирован памятник Максиму Богдановичу. Вместо памятника планировалось установить фонтан. Приблизительно через три месяца, в начале июля 2008 года, памятник был установлен заново на углу улицы Максима Богдановича и площади Парижской коммуны.
- 6 мая 2009: Комиссия по наименованию и переименованию проспектов, улиц и других частей Минска приняла решение по придании безымянному скверу в границах улиц Куйбышева — Пашкевич — Богдановича — Купалы названия «Троицкая гора»[39].

## Современность
14 июля 2004 года указом президента Республики Беларусь № 330 «О развитии исторического центра г. Минска» были утверждены границы территории исторического центра, а также концепция его реконструкции, развития и функционального использования объектов недвижимого имущества и территории. В охранную зону была включена западная часть Троицкого предместья вместе с территорией 2-й городской больницы. Главным элементом охраняемой зоны является квартал прямоугольной формы, расположенный между улицами Максима Богдановича, архитектора Заборского, Старовиленской и Коммунальной набережной. Он был воздвигнут согласно регулярному плану Минска 1817 года. Каждое здание этого квартала имеет собственную историко-архитектурную ценность, а вместе они образуют сплошной комплекс Старого города. Отреставрированная западная часть предместья представляет собой своеобразный музей под открытым небом, в котором восстановлены стиль и конкретные образцы городской каменной застройки XIX века. В старых зданиях располагаются музеи, магазины и кафе.

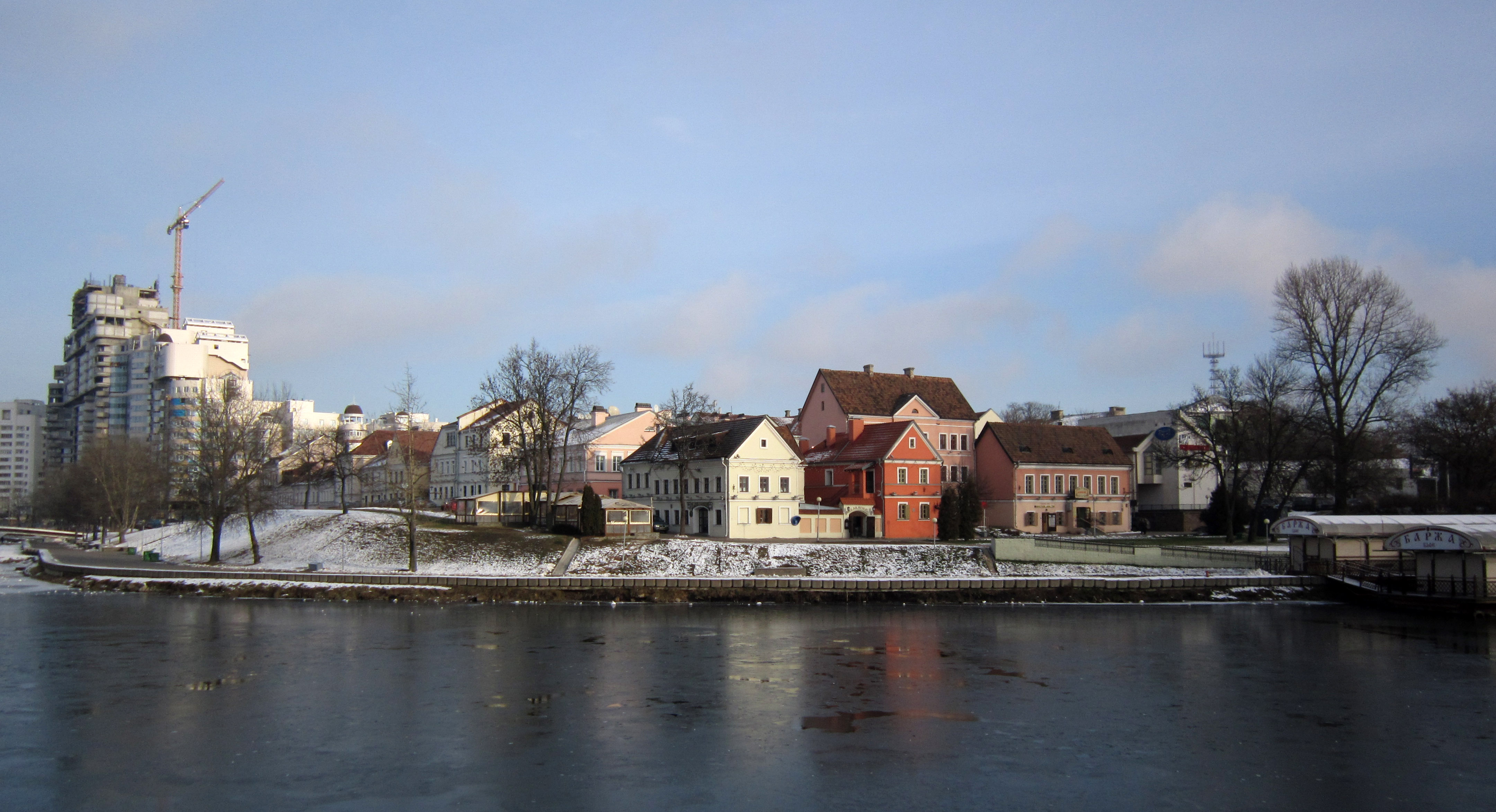
Троицкое предместье и строящийся жилой комплекс «У Троицкого». Январь 2012 года

В соответствии с проектом развития исторического центра минского проектного института «Минскпроект», в ближайшем будущем планируется реконструкция комплекса бывшего Троицкого монастыря базилианок под центр деловых контактов и делового туризма. Этот центр будет соединён пешим помостом с отреставрированной в 1982—1985 годах западной частью предместья.
В 2010 году примерно в ста метрах от предместья началось строительство 25-этажного жилого комплекса «У Троицкого». При строительстве не были учтены положения Закона об охране историко-культурного наследия.

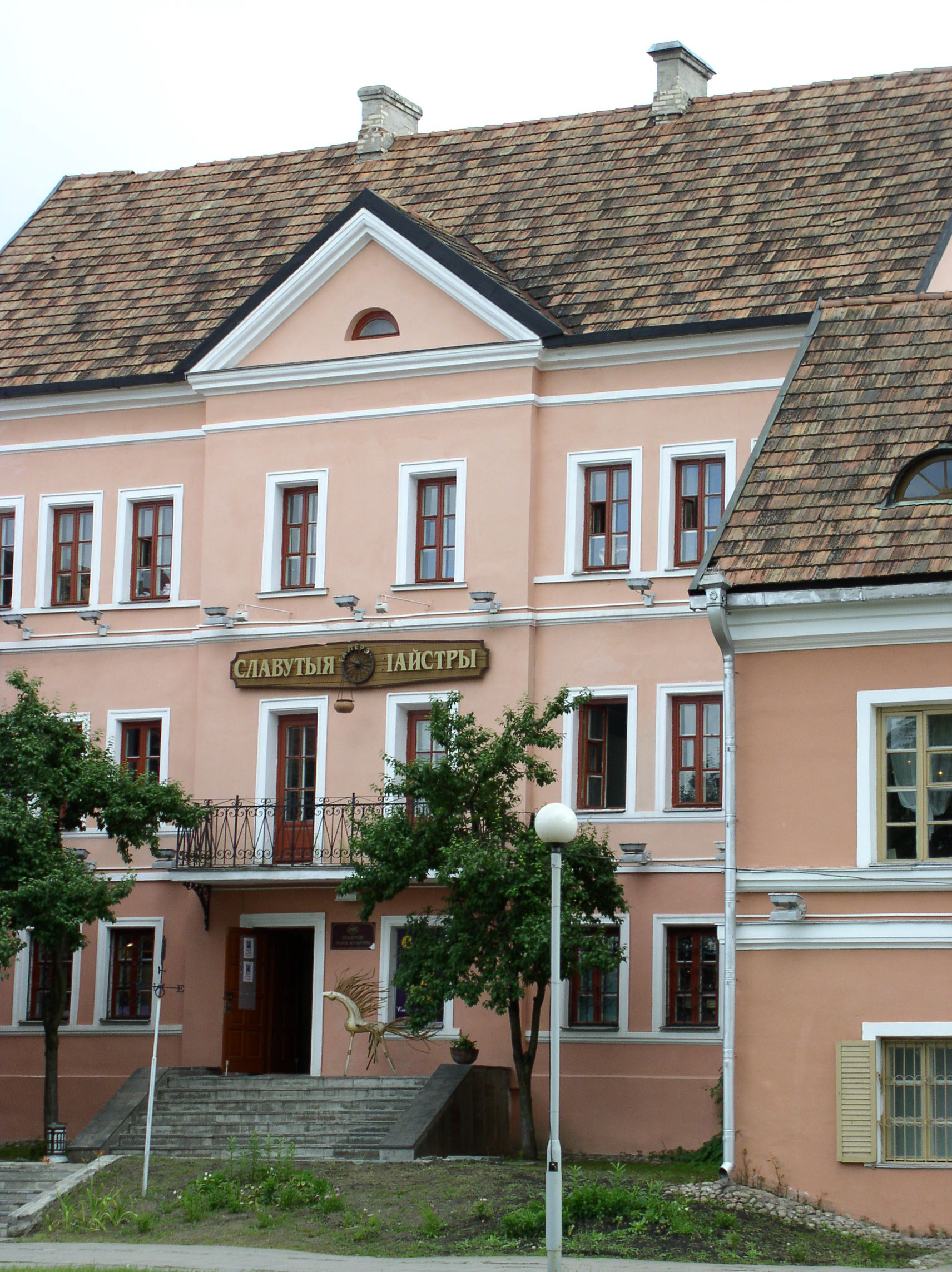
Дом Вигдорчика

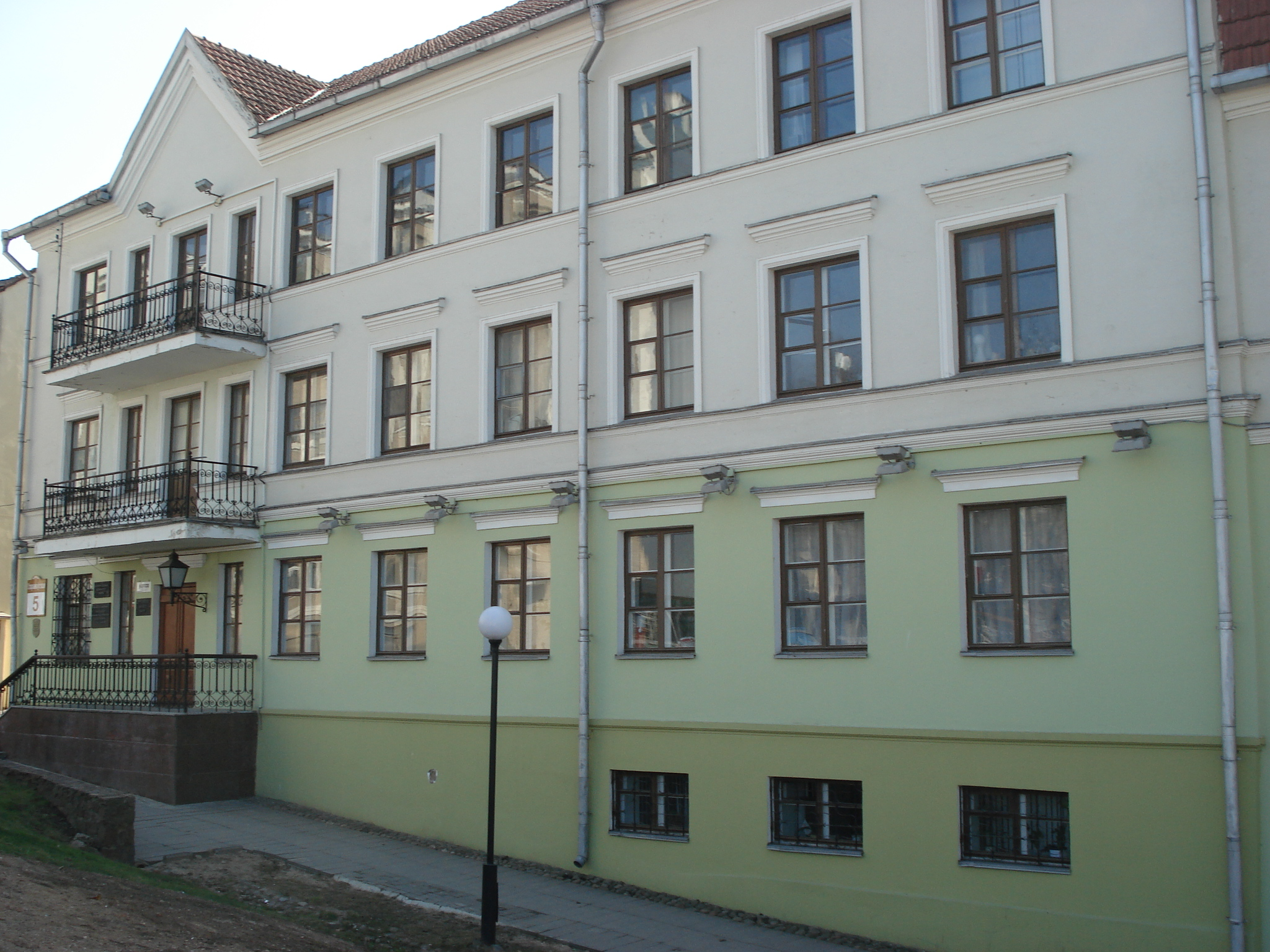
Дом Пинсуховича

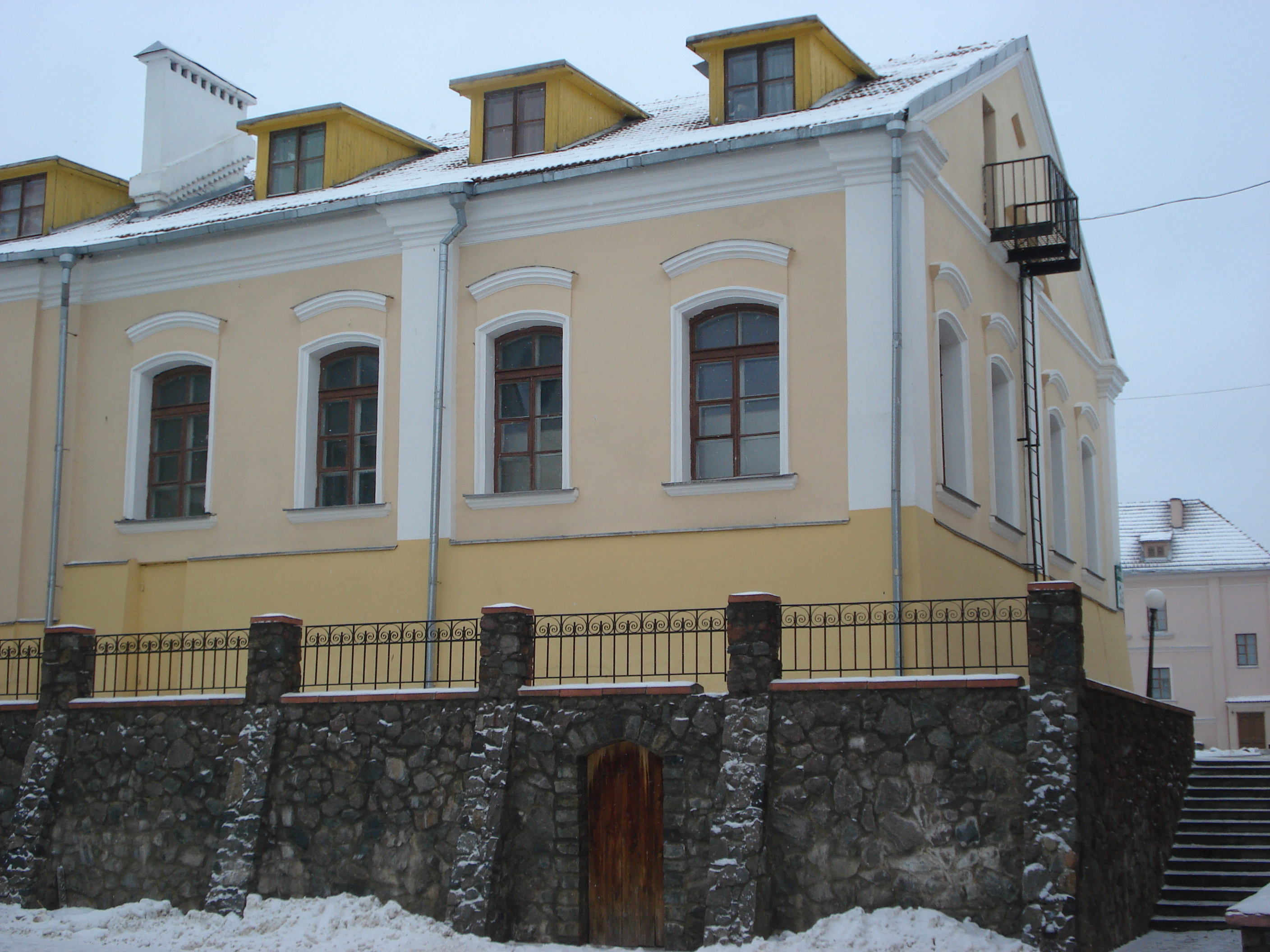
«Китаевская» синагога (ныне «Дом природы»)

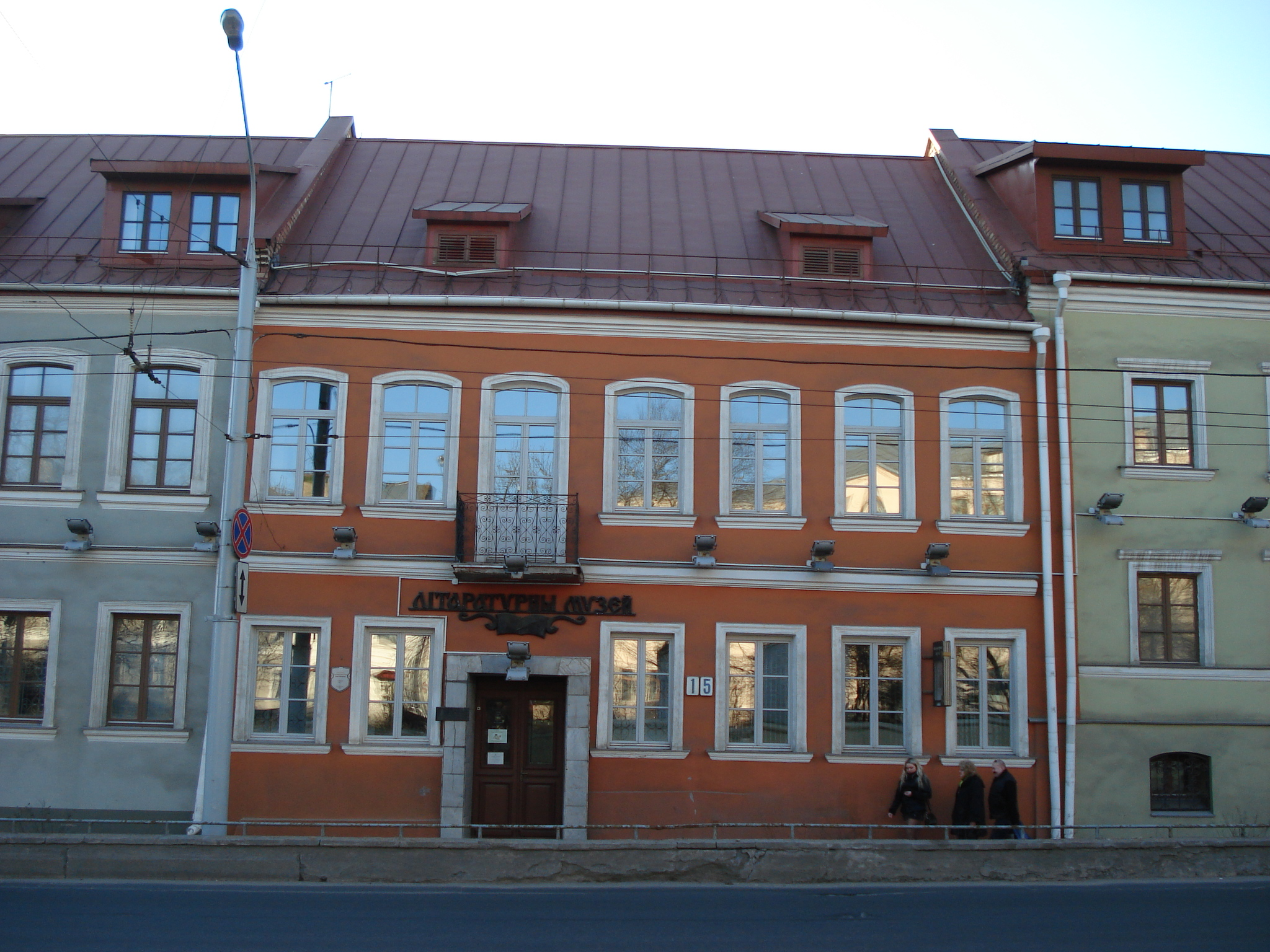
Здание фабрики Цитвера

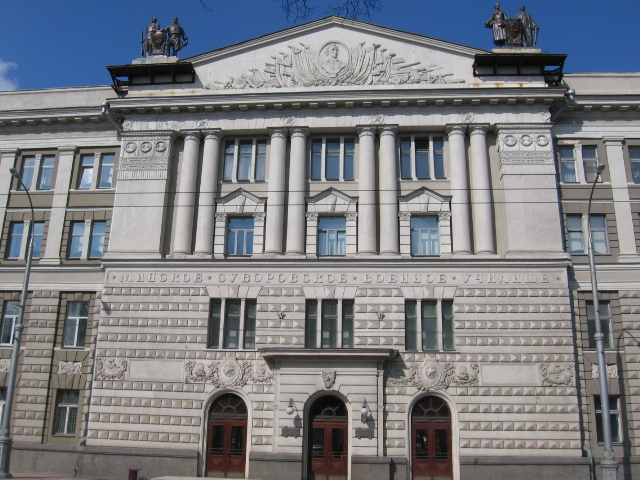
Суворовское училище

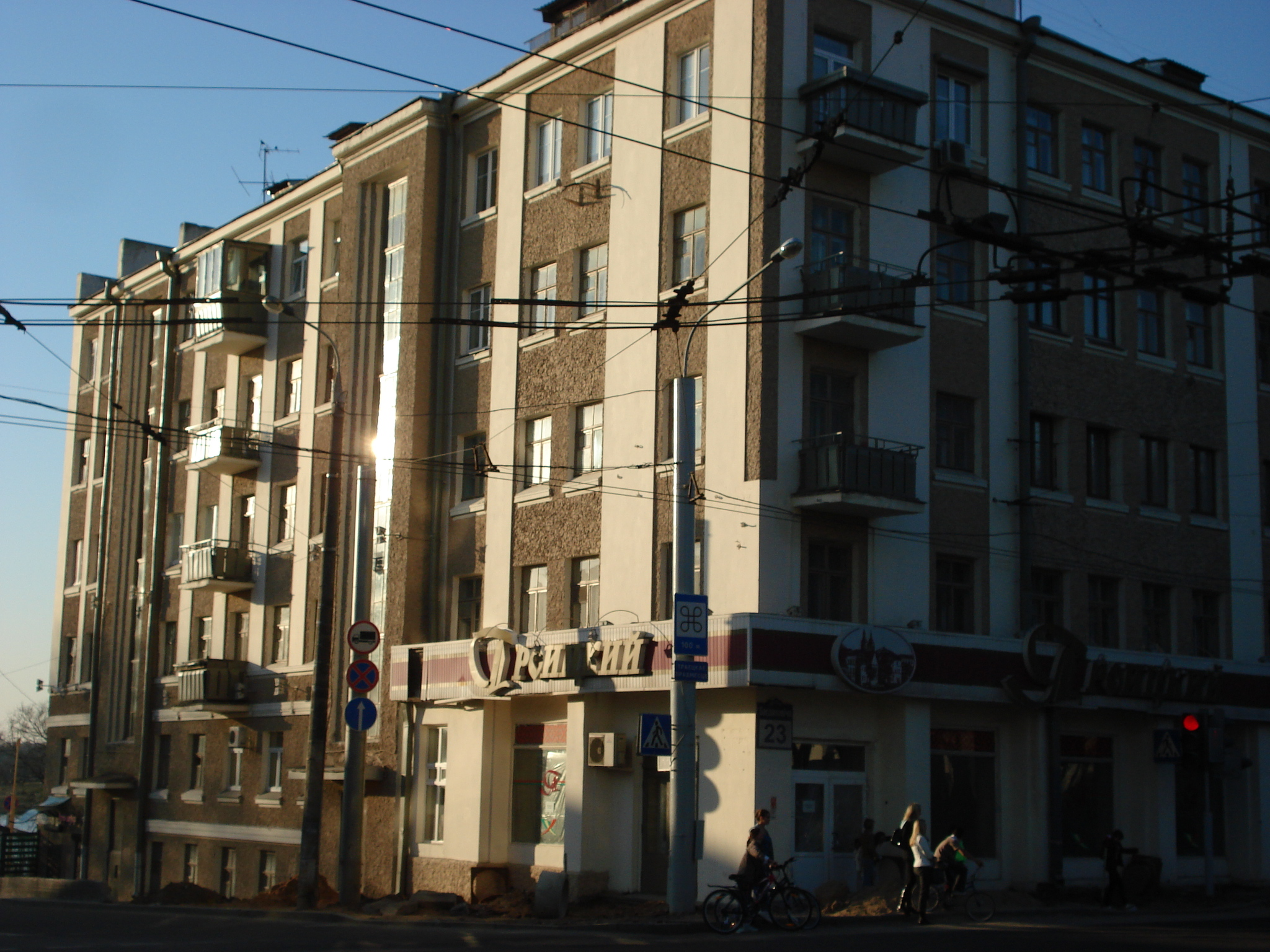
Третий Дом советов

Театр оперы и балета после реконструкции

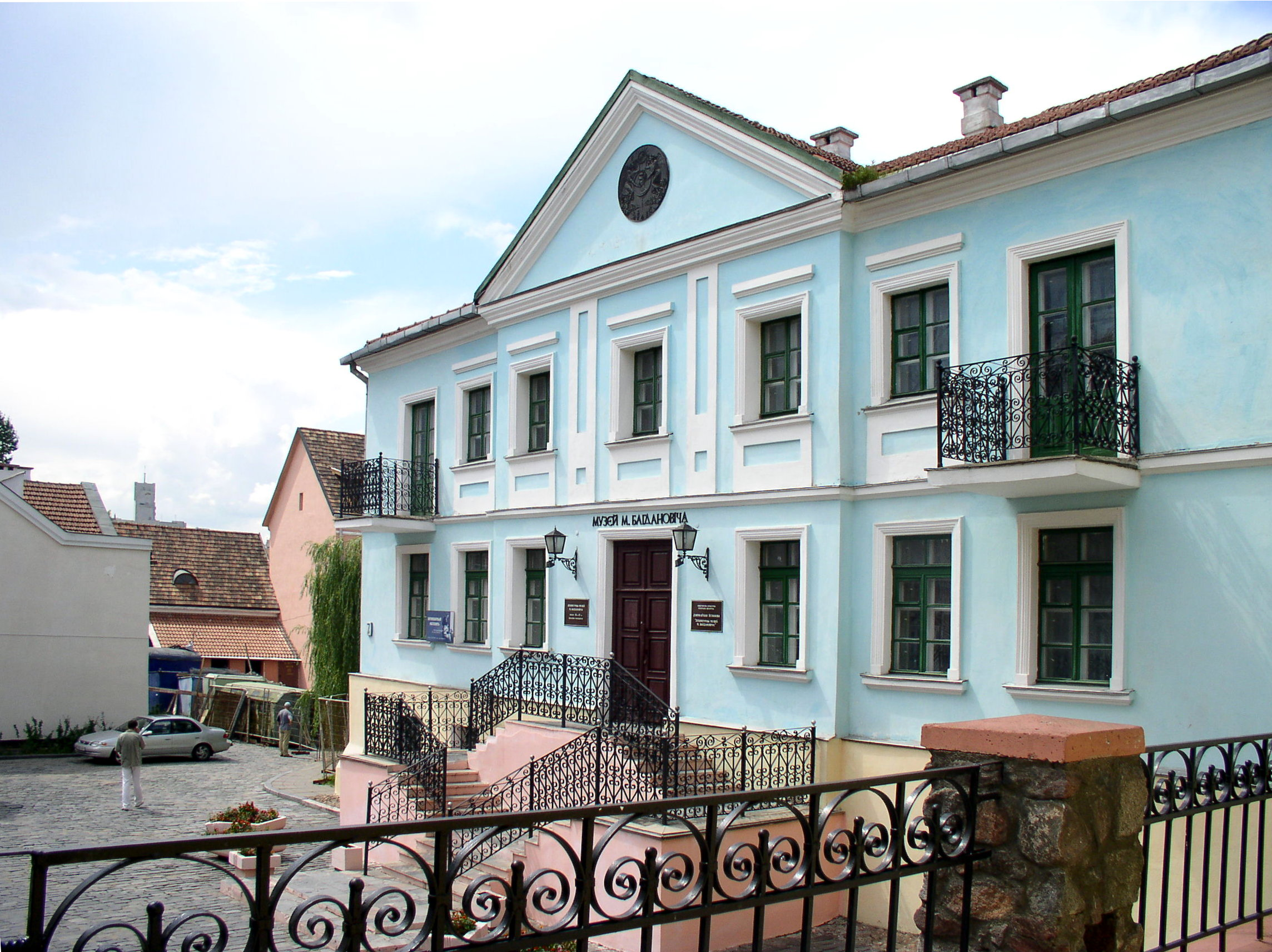
Музей Максима Богдановича

### Памятники архитектуры
14 мая 2007 года Совет Министров Республики Беларусь принял постановление «О статусе историко-культурных ценностей», согласно которому застройка, планировка, ландшафт и культурный слой исторического центра Минска получили соответствующий охранный статус. Отбор тех или иных конкретных объектов производился по решению Белорусского республиканского научно-методического совета по вопросам историко-культурного наследия при Министерстве культуры. Весомая часть памятников культуры Минска находится именно на территории Троицкого предместья. Так, охранный статус имеет комплекс из 24 зданий начала XIX—XX веков, расположенный в трапециевидном квартале, образованном улицами Богдановича, Старовиленской, Сторожевской и Коммунальной набережной. Некоторые из этих зданий возведены на основе более ранних каменных строений. Среди этого комплекса наиболее известны так называемый дом Вигдорчика по Коммунальной набережной 6, в котором в 1890—1891 годах снимал квартиру Доминик Луцевич — отец классика белорусской литературы Янки Купалы, дом Пинсуховича по Сторожевской 5 (некогда сдавался под казармы 9-й и 10-й роты Серпуховского полка), построенная в 1874 году Китаевская синагога (Богдановича, 9а), в которой ныне располагается «Дом природы». В здании по адресу улица Богдановича, 15 (ранее Александровская, 11) находилась обувная фабрика Цитвера. Производство открылось в 1871 году как сапожная мастерская. Известно, что в 1913 году на фабрике было занято 40 рабочих, имелся двигатель. В том же году было произведено обуви на 55 тысяч рублей.
На углу Александровской улицы и Александровской набережной располагался дом Ушакова (ныне магазин «Стекло, фарфор» по Богдановича, 1). В 1886 году в этом доме на квартире провизора Павловского было проведено собрание народников, на котором было решено активизировать деятельность и начать издавать журнал «Социалистическое здание». По неизвестным причинам в списке историко-культурных ценностей здание отсутствует.
Отдельное место занимает комплекс зданий 2-й городской клинической больницы (улица Богдановича, 2), являющийся памятником архитектуры классицизма. Статус историко-культурной ценности имеют четыре здания: корпус бывшего Троицкого монастыря базилианок, построенный в 1799—1800 годах; дом инвалидов, богадельня и хозяйственная постройка (все три строения возведены в 1840—1847 годах). Губернская земская больница была открыта в 1799 году. До 1903 года находилась в ведении Приказа общественной опеки. Во время пожара 1809 года большая часть деревянных построек монастыря выгорело. Сохранившиеся здания после ликвидации унии в 1839 году были переданы больнице. Перестройка монастырских зданий под нужды больницы, завершившаяся к 1850 году, была осуществлена по проекту губернского архитектора Казимира Хрищановича. В здании Троицкого монастыря базилианок располагалось терапевтическое отделение, рассчитанное на 70 коек. Психиатрическое отделение занимало отдельный двухэтажный корпус. После того, как в 1910 году богадельня была переведена в Борисов, здание было передано психиатрическому отделению, за счёт чего оно было расширено с 40 до 180 мест. В середине XIX века в больнице работал врачом инспектор минской врачебной управы Даниил Осипович Спасович, который, по словам Шпилевского, пользовался «уважением и любовью всего Минского края», в 1904—1915 больницу возглавлял известный врач и благотворитель Иван Устинович Зданович.
В список историко-культурных ценностей внесены также несколько зданий, ныне относящихся к Суворовскому военному училищу (улица Богдановича, 29). Главный корпус училища (корпус 2/3) был построен на средства Общества благодеяния по проекту архитектора Михаила Чаховского в 1811 году как главная часть комплекса монастыря мариавиток и госпиталя. Здание служило в качестве костёла до 1854 года, когда монастырь был упразднён, а его корпуса переданы православной духовной семинарии, основанной в 1793 году в Слуцке. В здании также располагались редакции епархиальной газеты «Минские губернские новости» (издавалась с 1869 по 1920 год) и журнала религиозного общества «Православный братчик» (в 1910—1911 годах вышло семь номеров). После Октябрьской революции семинарию закрыли. В 1921 году в её корпусах расположились Минские пехотные курсы, которые в 1924 году трансформировались в Объединённую белорусскую школу. Преподавание в этом среднем учебном заведении велось на белорусском языке. До войны в здании также находилась редакция газеты «Красноармейская правда». Во время оккупации немцы наладили на старом оборудовании издание газеты «Прорыв». В 1952 году под руководством архитектора Георгия Заборского была начата реконструкция бывшего комплекса монастыря, в котором планировалось открыть Суворовское военное училище. В ходе реконструкции, завершённой в 1955 году, к главному было достроено два этажа, а также возведены два новых корпуса. Оба новых здания — корпуса 2/1 и 2/7 (спортивный зал) — также являются памятниками архитектуры и внесены в список охраняемых объектов.
Статус охраняемой зоны имеет треугольный в плане квартал, образованный улицами Богдановича, Заборского и Сторожевской. Среди его застройки выделяется дом Бейлина (улица Заборского 3), построенный в середине или в конце XIX века. В 1875—1876 годах в слесарной мастерской владельца здания учился ремеслу студент Петербургского технологического института Михаил Рабинович, параллельно ведший активную народническую агитацию среди рабочих. В этом же квартале по адресу улица Богдановича 23 находится Третий дом советов — памятник архитектуры конструктивизма, построенный в 1936 году по проекту архитекторов Л. Денисова и В. Вараксина. В 1930-е годы Домами советов называли здания, построенные специально для советских служащих и рабочих. Большинство квартир в доме были 3- и 4-комнатными, жили в нём преимущественно семьи офицеров. Архитектор Анатолий Воинов критиковал планировку квартир, между тем отмечая высокую архитектурно-художественную выразительность фасада, достичь которой удалось благодаря удачному использованию облицовки разных цветов и фактуры, а также немного выступающих пилястр. 24 июня 1941 года во время бомбардировки города люди укрылись в бомбоубежище, оборудованном в подвале здания. Тем не менее взорвавшаяся неподалёку бомба вызвала пожар, который унёс жизни около сотни человек. Ныне в здании кроме прочего располагается продуктовый магазин «Траецкі» («Троицкий»).
Крупнейшим по размерам объектом на территории предместья является театр оперы и балета, расположенный в центре сквера, параллельно являющегося площадью Парижской коммуны. Здание театра было построено в 1935—1937 годах на месте древнего Троицкого рынка. По изначальному проекту Георгия Лаврова планировалось возведение поистине громадного сооружения. 11 июля 1933 года в день годовщины занятия Минска Красной Армией в 1920 году здание было заложено, но через некоторое время было решено отказаться от этого проекта в пользу менее грандиозного, но более осуществимого проекта архитектора Иосифа Лангбарда. Во время Великой Отечественной войны само здание значительно пострадало, богатые интерьеры были вывезены в Германию. После освобождения Минска здание театра был реконструировано, первая после войны постановка была осуществлена в 1947 году. В 1950 году вокруг театра был разбит сквер по эскизу самого Лангбарда. В первом квартале 2006 года началась реконструкция Театра оперы и балета, в результате которой зданию был возвращён вид, заложенный его архитектором. Завершилась реконструкция в 2008 году.
Памятником классицизма является административное здание Министерства обороны Республики Беларусь по улице Коммунистической 1. Оно было построено в 1945—1946 годах на месте «Белой церкви» и женского духовного училища как административное здание штаба Белорусского военного округа. По другим сведения, здание было возведено на базе женского духовного училища, построенного в 1867—1870 годах.

### Музеи и выставки
На территории предместья действуют несколько музеев. Филиал Государственного музея истории театральной и музыкальной культуры Беларуси «Гостиная Владислава Голубка» расположен по адресу Старовиленская 14. Экспозиция музея рассказывает о жизни и творчестве Владислава Голубка, в неё представлены личные его вещи, фотоснимки, документы, художественные произведения и афиши театра Голубка. Из-за того, что после ареста и расстрела Владислава Иосифовича архив его театра был уничтожен, экспозиция музея, по словам сотрудников, собиралась по крохам. Для её формирования использовались материалы из Белорусского государственного архива-музея литературы и искусства и Государственного музея истории белорусской литературы.
В доме номер 13 по улице Богдановича 13 расположен Государственный музей истории белорусского литературы. Музей был основан 6 ноября 1987 года и является одним из крупнейших литературных музеев Республики Беларусь. Экспозиция музея состоит из коллекций рукописей, редких книг, фотографий, произведений искусства, личных вещей и документов белорусских писателей. Фонд музея насчитывает более 50 тысяч единиц хранения.
Литературный музей Максима Богдановича находится неподалёку от несохранивщегося дома, в котором классик белорусской литературы родился 27 ноября 1891 года (улица Богдановича 7а). Музей был открыт в мае 1991 к столетию со дня рождения поэта. Экспозиция музея размещена «Жизненный и творческий путь Максима Богдановича» в пяти залах, каждый из которых посвящён определённому периоду из жизни Максима Богдановича. Одним из первых экспонатов музея был рукописный сборник стихов «Зеленя» на русском языке.
Кроме перечисленных музеев, разнообразные выставки проходят и в других учреждениях. Например, в частной галерее «Знаменитые мастера» (бел. Славутыя майстры), расположенной по адресу Коммунальная набережная 6, представлены произведения современного белорусского декоративно-прикладного искусства. В «Доме природы» (улица Богдановича 9а) регулярно проводятся различные выставки, посвящённые миру природы. В Национальном выставочном центре «БелЭкспо» (улица Янки Купалы 27) проходят международные и национальные выставки разнообразной тематики. В здании Троицкой аптеки (улица Сторожевская 3) выставлены некоторые виды аптечной посуды, старые фармацевтические книги. По адресу Коммунальная набережная 2 находится художественная галерея «Бомонд».

### Улицы и площади
В таблице приведена информация о микротопонимах (названиях улиц и площадей) предместья в их исторической динамике. Основные источники: статьи «Топонимия улиц и площадей Минска в XIX — начале XX веках» И. Сацукевича и «Названия минских улиц за последнее столетие: тенденции, загадки, парадоксы» В. Бондаренко.

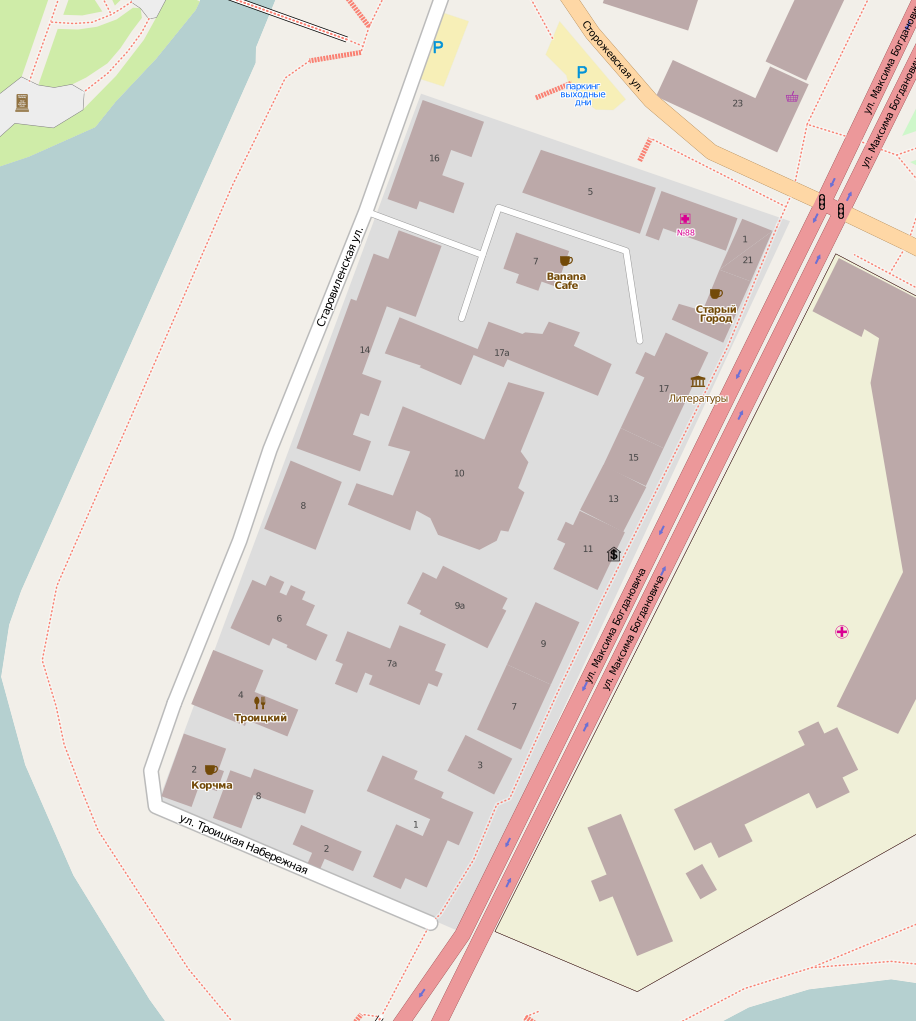
Отреставрированная западная часть предместья на карте современного Минска OpenStreetMap (конец 2010)

| Современное название           | Первоначальное название                                                               | Другие названия |
| Максима Богдановича улица      | Большая Борисовская улица                                                             | Александровская улица (начало XIX века — 1919) Коммунальная улица (1919—1936) Максима Горького улица (1936—1991)                                                |
| Архитектора Заборского улица   | 1-й семинарский переулок                                                              | Коммунальный переулок (1957—2004) |
| Коммунальная набережная        | Александровская набережная                                                            | |
| Коммунистическая улица         | Михайловская улица (часть) Госпитальная улица (часть)                                 | 2-я Михайловская улица Чапского улица (1919—1920) Мопровская улица (1922—1946) Калинина улица (1946—1961)                                                       |
| Куйбышева улица                | Плебанские Мельницы улица                                                             | Плебанская улица (начало XIX века — 1866) Широкая улица (1866—1935)                                                                                             |
| Парижской коммуны площадь      | Троицкая гора площадь                                                                 | Троицкий рынок площадь (конец XVI — начало XIX века) Троицкая площадь (начало XIX века — 1919)                                                                  |
| Алоизы Пашкевич улица (с 1974) |                                                                                       | |
| Старовиленская улица           | Виленская набережная                                                                  | Виленская улица |
| Сторожевская улица             | Старостинская слобода улица (часть) Радашковская улица (часть) Троицкая улица (часть) | Старослободская улица (1866—1987) |
| Чичерина улица                 | Георгиевская улица (до 1922)                                                          | |
| Янки Купалы улица              | Троицкая улица (часть) Егоровская улица (часть)                                       | Полицейская улица (часть, 1866—1919) Набережная улица (часть) Пролетарская улица (часть) Октябрьская улица (1919—1948) Ивана Луцкевича улица (часть, 1941—1944) |
| Не существует (с 1950-х)       | Белоцерковная улица                                                                   | Краснознамённая улица (в советское время) |
| нет данных                     | Глебоборисовская улица                                                                | нет данных |
| нет данных                     | Могилёвская улица                                                                     | нет данных |
| нет данных                     | Монастырская улица                                                                    | нет данных |